# Белов, Евгений Владимирович
Евге́ний Влади́мирович Бело́в (18 июля 1942 — 19 июня 2015) — российский дипломат. Чрезвычайный и полномочный посол (1997).

## Биография
Родился 18 июля 1942 года в Знаменке Красноярского края.
С 1959 года — плотник Управления механизации № 61 Московской области.
В 1966 году окончил Московский энергетический институт. С этого же года — инженер Центрального конструкторского бюро экспериментального машиностроения в Калининграде Московской области.
С 1970 года — секретарь, первый секретарь Калининградского горкома ВЛКСМ.
С 1974 года — заведующий промышленно-транспортным отделом Калининградского горкома КПСС. С 1977 года — секретарь горкома КПСС.
В 1985 году окончил Дипломатическую академию МИД СССР.
С 1985 года — советник Посольства СССР в Республике Мозамбик, старший советник МИД СССР, советник-посланник Посольства России в Туркменистане.
С 3 октября 1996 по 28 апреля 2000 года — чрезвычайный и полномочный посол Российской Федерации в Республике Таджикистан.
С июля 2000 по ноябрь 2000 года — и. о. директора Департамента по связям с субъектами Федерации, парламентом и общественно-политическими организациями Министерства иностранных дел Российской Федерации
С ноября 2000 по июль 2003 года — директор Департамента по связям с субъектами Федерации, парламентом и общественно-политическими организациями МИД Российской Федерации.
С 28 июля 2003 по 14 июля 2009 года — постоянный представитель Российской Федерации при уставных и других органах Содружества Независимых Государств в Минске (Белоруссия).
Кандидат исторических наук. Владел французским и португальским языками.
Умер 19 июня 2015 года.

## Дипломатический ранг
- Чрезвычайный и полномочный посланник 2 класса (16 октября 1992)[6]
- Чрезвычайный и полномочный посланник 1 класса
- Чрезвычайный и полномочный посол (17 ноября 1997)[7]

## Награды
- Орден Почёта (1 июля 1997) — за активное участие в решении вопросов межтаджикского урегулирования[8];
- Орден «Знак Почёта»;
- Медаль «За трудовое отличие»;
- Медаль «В ознаменование 100-летия со дня рождения Владимира Ильича Ленина»;
- Юбилейная медаль «300 лет Российскому флоту»;
- Медаль «В память 850-летия Москвы»;
- Медаль «За укрепление боевого содружества» (Минобороны России);
- Медаль «За воинскую доблесть» (Минобороны) II степени;
- Почётная грамота президента Российской Федерации (17 февраля 2010) — за заслуги в развитии международного сотрудничества и многолетнюю добросовестную работу[9];
- Благодарность президента Российской Федерации (7 марта 2001) — за заслуги в реализации внешнеполитического курса Российской Федерации и многолетнюю плодотворную дипломатическую деятельность[10];
- Орден святого благоверного князя Даниила Московского (РПЦ);
- Почёный гражданин города Королёв Московской области (2003)[11];
- Орден Дружбы (Таджикистан) — за заслуги в укреплении российско-таджикских отношений, личное содействие в реализации общего соглашения по установлению в Таджикистане мира и национального согласия;
- Премия Ленинского комсомола;
- Почётный гражданин города Душанбе (Таджикистан).